# Life (Stephan Micus)
Life is een studioalbum van Stephan Micus. In het voorwoord deelde Micus mee, dat dit album teruggreep op zijn album Koan, dat weer gebaseerd was op de vertelvorm Koan. Micus nam steeds meer opnametijd voor zijn albums, omdat ook de complexiteit van de werken toenam. Ten tijde van het album Koan combineerde hij binnen één werk slechts enkele muziekinstrumenten, in track 1 van Life werden negen muziekinstrumenten en elfstemmige zang door alleen Micus zelf ingespeeld/ingezongen. De platenhoes laat een foto zien uit de film Chikuzan hitoritabi van Kaneto Shindo.

## Musici
- Stephan Micus: zang, beganna, Tibetaanse klokken, kyeezee, maung, fluitjes, citer, Thaise zingende kommen, dilruba, ney, dondon, Tibetaanse bekkens, gongs, sho.

## Muziek
| Nr. | Titel                                   | Duur  |
| --- | --------------------------------------- | ----- |
| 1.  | Narration one and the master’s question | 14:26 |
| 2.  | The temple                              | 6:20  |
| 3.  | Narration two                           | 5:44  |
| 4.  | The monk’s answer                       | 2:56  |
| 5.  | Narration three                         | 4:04  |
| 6.  | The master’s anger                      | 3:35  |
| 7.  | Narration four                          | 4:54  |
| 8.  | The monk’s question                     | 4;47  |
| 9.  | The sky                                 | 4:10  |
| 10. | The master’s answer                     | 3:21  |